# Балкански пакт (1953)
Балкански пакт (грч. Βαλκανικό Σύμφωνο, тур. Balkan Paktı) је био војно-политички савез који су чинили Југославија, Грчка и Турска.
Основан је Уговором о пријатељству и сарадњи, који је потписан 28. фебруара 1953. године у Анкари, а ступио на снагу 29. маја 1953. године, на дан депоновања последњег ратификационог инструмента код државног секретара за иностране послове Југославије, у складу са чланом X. Ратификациони инструменти депоновани су следећим редоследом: Југославија – 6. априла 1953. године, Грчка – 21. маја 1953. године и Турска – 29. маја 1953. године.
Пакт је требало да служи као средство одвраћања Совјета од експанзије на Балкан и њиме је, поред осталог, била предвиђена сарадња генералштабова страна уговорница, у циљу доношења координираних одлука њихових влада по питањима одбране. У тренутку закључивања споразума, Турска и Грчка биле су чланице Организације Северноатлантског споразума (НАТО), коме су се прикључиле истовремено, 18. фебруара 1952. године, док је Југославија била социјалистичка, несврстана земља која ће доцније постати оснивачка чланица Покрета несврстаних. Балкански пакт омогућио је Југославији да се посредно повеже са НАТО по геополитичким питањима.
Октобра 1954, Израел је показао извесно занимање за прикључивање савезу, очекујући да ће Југославија моћи да посредује при развоју египатско-израелских односа, али му се ипак није прикључио.

## Политичка позадина
Југославија и Совјетски Савез били су савезници по свршетку Другог светског рата, али је билатералну сарадњу зауставио раскол Тито-Стаљин. Бојећи се совјетске инвазије, Југославија је брзо закључила политичке и одбрамбене споразуме са западним земљама. НАТО је Југославију сматрао стратешки важном земљом, те је и Балкански пакт примљен као начин да западни савезници доведу Југославију у своју сферу интереса у случају совјетске агресије.
Пакт је потписан 28. фебруара 1953. године. Планирано је да се Југославија неформално интегрише у западни систем одбране и систем економске помоћи, имајући у виду претње које је добијала из Москве.

## Постизање споразума
Договарање у правцу стварања Балканског пакта започето је Анкарским уговором из 1953. као политичким, а завршено војним Уговором о савезу, политичкој сарадњи и узајамној помоћи, закљученим 9. августа 1954. године у Бледу. Бледски уговор имао је 14 чланова и њиме је било предвиђено мирно решавање међународних спорова, војна помоћ свакој чланици за случај напада, те помоћ ради одржања и појачања њихових одбрамбених способности. Државе-потписнице су се сагласиле да се њихови представници састају двапут годишње до 1974. године. Уговором су остављени на снази сви ранији споразуми, укључив Уговор пријатељству и сарадњи, као и Повељу Уједињених нација.

## Учинци
Нови савез је већ на самом почетку показао слабост, из неколико разлога. На првом месту, Јосиф Стаљин умро је неколико дана по његовом стварању. Затим, нова совјетска влада на челу са Никитом Хрушчовим почела је да ублажава критике на рачун Југославије. На крају су комунистичке вође Југославије биле спремније да напусте отворену сарадњу са западним земљама.
1954. и 1955. године, југословенско отварање према Совјетском Савезу поступно је довело до промене односа Југославије према војном значају Балканског пакта. Посета турског премијера Аднана Мендереса Југославији маја 1955, свега три недеље пре посете Хрушчова Титу, показала је разлике између југословенских и турских погледа на међународну ситуацију. Мендереса је занимала целокупна област сарадње у оквирима Балканског пакта, а Југославија је била невољна да предузме било који поступак који би у то време могао изгледати као давање додатног значаја његовом војном аспекту.
Убрзо је између Турске и Грчке избио спор поводом Кипра, додатно угрозивши Пакт.
После Мађарске револуције 1956. године, Тито је показао одређено занимање за оживљавање Пакта, али је његов покушај да посредује између Турске и Грчке пропао због њиховог спора око Кипра.
Балкански пакт укључио је Југославију у западни систем одбране, ојачавши њену безбедност и чвршће је повезавши са Грчком, али је створио проблеме Титу и Савезу комуниста Југославије, те посредно пооштрио међународне и идеолошке сукобе.

## Извори и литература
- УГОВОР О ПРИЈАТЕЉСТВУ И САРАДЊИ ИЗМЕЂУ ФЕДЕРАТИВНЕ НАРОДНЕ РЕПУБЛИКЕ ЈУГОСЛАВИЈЕ, КРАЉЕВИНЕ ГРЧКЕ И РЕПУБЛИКЕ ТУРСКЕ, 1953 Архивирано на веб-сајту  (7. март 2014)
- Уговор о савезу, политичкој сарадњи и узајамној помоћи између Федеративне Народне Републике Југославије, Краљевине Грчке и Републике Турске,
- Сједињене Америчке Државе и формирање Балканског пакта 1952-1955 Архивирано на веб-сајту  (8. јул 2015), Часопис Архив - година II број 2, 2001
- Југословенска спољна политика током суецке кризе и стабилност Балканског пакта 1956–1957 Архивирано на веб-сајту  (6. јул 2018), Часопис Архив - година VIII, 2007